# Регензбург
Регенсбург град је у њемачкој савезној држави Баварска. Град је важно речно пристаниште на Дунаву. Од индустрије има развијену машинску, електротехничку, бродоградњу, дрвну, индустрију намештаја, хартије, текстилну, прехрамбену и индустрију коже и дувана. Има универзитет од 1965. године.

## Историја
Првобитно је био келтско насеље и називао се Радасбона. За вријеме римскога цара Марка Аурелија 179. изграђено је на месту данашњега града римско утврђење Castra Regina. Свети Бонифатије је 739. основао Регензбуршку бискупију. Регензбург је од 6. вијека био сједиште династије Агилолфингса. Од 530. до 13. вијека био је главни град Баварске. Након Верденскога споразума 843. Лудвиг I Немачки је имао своје главно седиште у Регензбургу. Била је то база одакле се кренуло у покрштавање Бохемије, па је 14 бохемских кнезова 845. дошло у Регензбург да прихвати хришћанство. Током 1245. проглашен је слободним царским градом. Град је 1542. прихватио протестантизам, тако да су већници углавном били протестанти, али град је и даље остао седиште католичке Регенбуршке бискупије. Од 1663. до 1806. град је био седиште сталнога сабора (дијете) Светога римскога царства. Током 1803. изгубио је статус слободнога града и предан надбискупији од Мајнца, да би се онда нашао у саставу кнежевине Регензбург, а 1810. у саставу Краљевине Баварске.
Овде се налази Камени мост (Регенсбург).

## Географија
Општина се налази на надморској висини од 326–471 метра. Површина општине износи 80,7 . У самом мјесту је, према процјени из 2010. године, живјело 133.525 становника. Просјечна густина становништва износи 1.655 становника/. Посједује регионалну шифру (AGS) 9362000, NUTS (DE232) и LOCODE (DE REG) код.

## Међународна сарадња
| Мјесто        | Држава               | Врста сарадње | Од    |
| ------------- | -------------------- | ------------- | ----- |
| Абердин       | Уједињено Краљевство | партнерство   | 1955. |
| Клермон Феран | Француска            | партнерство   | 1969. |
| Будимпешта    | Мађарска             | партнерство   | 2005. |
| Плзењ         | Чешка                | партнерство   | 1993. |
| Ћингдао       | Кина                 | контакт       | 2006. |
| Темпи         | САД                  | пријатељство  | 1976. |
| Одеса         | Украјина             | партнерство   | 1990. |
| Бресаноне     | Италија              | партнерство   | 1969. |
| Извор         |                      |               |       |